# Sveti Filip i Jakov
Sveti Filip i Jakov es un municipio de Croacia en el condado de Zadar.

## Geografía
Se encuentra a una altitud de 14 m s. n. m. a 309 km de la capital nacional, Zagreb.

## Demografía
En el censo 2011 el total de población del municipio fue de 4 606 habitantes, distribuidos en las siguientes localidades:
- Donje Raštane - 499
- Gornje Raštane - 456
- Sikovo - 374
- Sveti Filip i Jakov - 1 667
- Sveti Petar na Moru - 403
- Turanj - 1 207

| Gráfica de población de Sveti Filip i Jakov 1857-2011               |
|                                                                     |
| Según los censos de población de la oficina estadística de Croacia. |